# Vágotpuszta
Vágotpuszta néhány házból álló, apró településrész a Mecsekben. Gyakran látogatott turistacélpont, illetve turistaútvonalak találkozóhelye. A 403 méter tengerszint feletti magasságban található településrész a hegység legmagasabban fekvő településrésze. Közigazgatásilag Mánfához tartozik.

## Földrajza
A környező települések Orfű, Magyarszék és Mánfa. A településrészről Komló, a Zengő és a Hármashegy is látható. A Mánfai-kőlyuk nem messze található.

## Története
1790 körül az itt áthaladó út mentén uradalmi csárdát hoztak létre, amely körül később több család is letelepedett, magyarok és németek vegyesen. A kis falu a 20. században elnéptelenedett, üdülőtelepülés lett.
Az 1956-os forradalom idején a forradalomért a szovjet hadsereg bevonulása után hetekig tovább harcoló mecseki láthatatlanok egyik gyülekezőhelye volt.

## Külső hivatkozás
- Rövid leírás, fotók